# Toussaint-Noël Loyer
Pour les articles homonymes, voir Loyer.
Toussaint-Noël Loyer, né le 18 avril 1724 à Rouen et mort à Lyon le 1er novembre 1807 , est un architecte français.

## Réalisations
Il réalise les travaux d'architecture suivants :
- façade de l'église Saint-Polycarpe de Lyon ;
- hôtel de Varey à Lyon ;
- ancienne église d'Oullins, démolie ;
- dôme de l'hôtel-Dieu de Lyon, avec Munet.

## Distinction
Il est membre de l'Académie de Lyon dès 1761.